# METAL FORTH
『METAL FORTH』（メタル・フォース）は、日本の女性メタルダンスユニットBABYMETALの5作目のスタジオ・アルバムであり、コンセプトアルバムの『THE OTHER ONE』を除き、4作目のオリジナル・アルバム。2025年8月8日にアメリカのキャピトル・レコードより発売された。

## 構成
本作はMOMOMETAL（岡崎百々子）がメンバーに加わった新体制になってから初のアルバムとなっている。
当アルバムは、全10曲で構成されており、「METALのその先へ」を意味する「METAL FORTH」というタイトルが名付けられた。また、世界各国のアーティストをゲストとして迎えており、元ブリング・ミー・ザ・ホライズンのジョーダン・フィッシュをコンポーザーに迎えた「from me to u」にはアメリカの歌手 ポピー、「RATATATA」にはドイツのハイパーメタルコアバンド Electric Callboy、「Song 3」にはロシア産のデスコアバンドSlaughter to Prevail、「Kon! Kon!」にはインドの“ボリウッドメタル”バンドBloodywood、DAIDAI（日本/Paledusk）をコンポーザーに迎えた「KxAxWxAxIxI」、「Sunset Kiss」にはアメリカのインストゥルメンタル・プログレッシブ・メタルバンドポリフィア、「My Queen」にはカナダのメタルコアバンドSpiritbox、「メタり!!」にはアメリカのバンド、レイジ・アゲインスト・ザ・マシーン/オーディオスレイヴのギタリストであるトム・モレロが参加している。また、「White Flame -白炎-」はSU-METALが作詞を担当している。

## リリース
当アルバムのリリースは、全世界同時リリースとなり、2025年4月1日に発表され、収録内容も公開された。
当初は、2025年6月13日に発売とされたが、先ず6月27日発売と変更され、最終的に8月8日発売に変更された。
リリース形態は、国際盤はキャピトル・レコードから、通常盤（CD）、アナログ数量限定盤（LP）とデジタル配信の3種類となっている。また、別途オンラインショップ限定盤としてLP(レッドバイナル)やカセット、Spotify会員限定盤LP(プラチナバイナル）などがある。
国内盤はユニバーサル・ミュージック（WEB会員限定盤はアミューズ）から、通常盤（CD）、ステッカーとフォトカードの付くデラックスエディション（CD）、写真集とポスターの付くWEB会員限定盤（CD）の3種類となっている。

## プロモーション、パフォーマンス
リリースの前に発行された『ぴあMUSIC COMPLEX』、『METAL HAMMER JAPAN（メタルハマー・ジャパン）』、『Rolling Stone Japan』、YOUNG GUITAR（ヤング・ギター） 、イギリスの『METAL HAMMER #401』、アメリカの『REVOLVER SUMMER 2025 ISSUE FEATURING BABYMETAL』などの雑誌で表紙・特集が組まれた。
MTVジャパンで、アルバム発売を記念したBABYMETALのミュージックビデオ特集「BABYMETAL VideoSelects」を2025年6月に放送した。
WOWOWで、7月はイギリスのO2アリーナでの単独公演の模様、8月は2023〜24年のワールド・ツアーのファイナルとなった沖縄公演の模様、9月はミュージック・ビデオ・セレクションを合わせたBABYMETALの３ヶ月連続特集を放送。
7月24日、ロサンゼルスのThe Regent Theaterで、BABYMETALが出演するアルバム発売のカウントダウンイベントSecret Gig “METAL FORTH Countdown”を開催した。
8月5日、夢のショッピングチャンネル「BABYNET DA DA DA」がBABYMETALの公式youtobeチャンネルでオンエアされ、アルバム収録楽曲の全曲ダイジェストの披露や限定直筆サインカード付きCDが販売された
8月7日、イギリス各地8店舗のhmvでリスニングイベントを開催。
8月8日-10日、アメリカ各地のインディーストアでリリースイベントを開催。

## ツアー
アルバムリリース前の2025年5月にヨーロッパ・アリーナ・ツアーが開催され、ツアーの最後はイギリス・ロンドンのTHE O2アリーナでスペシャル・アリーナショーを開催。また、6月から7月にかけて北米ツアー、8月は日本ツアー、9月から10月にはアジアツアーを開催。また、11月には、アメリカとメキシコでスペシャル・アリーナショー、2026年1月には日本でスペシャル・アリーナショーを開催する。

## 批評
タワーレコードのネットメディアMikikiで、ジャズピアニストでメイト（BABYMETALのファン）の西山瞳は、メタル連載〈西山瞳の鋼鉄のジャズ女〉の「第91回　BABYMETALは未来へ進む!　コラボメタルな新作『METAL FORTH』全曲レビュー!!」の中で、「つくづく〈下剋上の時代は終わった〉と思いました。既存のアイデアやギミックを借りて切り貼りするのではなく、継承し、仲間と新しいメタルを創っていく、とても未来志向の素晴らしいアルバムだと思います。」と評した。

## チャート成績

### 日本
オリコンチャートでは、2025年8月8日付デイリーランキングで1位を記録、 初週の8月18日付の週間ランキングにおいては、CDアルバムで21,723枚を売り上げ3位、デジタルアルバムで2,264回のダウンロードをカウントし自身初の1位 、合算アルバムでは24,374ポイントを獲得し3位、ROCKアルバムランキングで1位を記録。また、ビルボードジャパンのチャートでは、8月13日付の週間ランキングにおいて、CDアルバム・セールス・チャートで21,296枚を売り上げ3位、ダウンロード・アルバム・チャートで2,077ダウンロードで1位、総合アルバム・チャートでは15位（CDセールス3位、ダウンロード1位、ストリーミング-位）を記録した。

### 海外
アメリカのビルボードでは、2025年8月25日付のビルボード 200で9位にチャートインして自身初のトップ10入りを果たした。同曲の初動アルバム・ユニットは36,000で、うちアルバム・セールスが33,500、ストリーミングによるアルバム換算ユニットは2,500で、週間セールスも過去最高記録を更新して、アルバム・セールス・チャートでは2位に入った。また、カテゴリ別チャートでは、トップ・ハードロック・アルバムで1位、ワールド・アルバムで1位を記録した。
イギリスのオフィシャル・チャート・カンパニー（英語版）では、2025年8月15日付けのアルバム・トップ100（全英アルバムチャート）で17位を記録したほか、スコティッシュ・アルバム（スコットランドの音楽チャート）で6位にチャートインした。なお、カテゴリチャートのロック&メタル・アルバムでは2位に入った。
その他のヨーロッパの地域では、スイスのシュヴァイツァー・ヒットパラーデにおける8月17日付のアルブン・トップ100で10位、ドイツのメーディア・コントロール・ゲーエフカー・インターナツィオナールによるオフィシャル・チャートの8月15日付のトップ100・アルバムチャートで7位およびロック&メタル・チャートで3位、オーストリアのアオストリアンチャート（エードライ・アオストリア・トップ40）における8月18日付のアルブン・トップ75で7位、オランダのメハカフツによるダッチ・チャートの8月16日付のアルバム・トップ100で29位、ベルギーのウルトラトップにおける8月16日付の200アルバム（フランデレン地域）で35位、同日付の200アルバム（ワロン地域）で6位、スウェーデンのスヴァリイェトプリストンにおけるアルバムチャートで9位、フィンランドのスオメン・ヴィラリネン・リスタにおけるアルバムチャートで47位、フランスのSNEP（全国音楽出版組合）の公式チャートにおける8月15日付のトップ・アルバムで79位およびロック&メタルチャートで5位 、スペインのプロムシカエの公式チャートにおける8月14日付のトップ・100・アルバムで85位を記録した。
オーストラリアのARIAチャートでは、8月18日付のトップ・50アルバムで31位を記録した。

## 収録トラック

### CD・配信

#### 国際盤/国内盤
※通常盤/デラックスエディション盤/THE ONE盤/海外盤/配信共通
| #         | タイトル                                      | 作詞・作曲                                                                                     | 編曲                    | 時間  |
| --------- | --------------------------------------------- | ---------------------------------------------------------------------------------------------- | ----------------------- | ----- |
| 1.        | 「from me to u (feat. Poppy)」                | MK-METAL、Jordan Fish、Moriah Rose Pereira                                                     |                         | 3:24  |
| 2.        | 「RATATATA (BABYMETAL x Electric Callboy)」   | MK-METAL、NORiMETAL、Kevin Ratajczak、Nico Sallach、Pascal Schillo、Daniel Haniß               |                         | 3:37  |
| 3.        | 「Song 3 (BABYMETAL x Slaughter to Prevail)」 | 333-METAL、TAKEMETAL、tatsuoMETAL、SHIKOLAI、Aleksandr Igorevish、Jack Simmons、Nikita Korzhov |                         | 3:34  |
| 4.        | 「Kon! Kon! (feat. Bloodywood)」              | MK-METAL、RYU-METAL、Karan Katiyar、Jayant Bhadula、Raoul Kerr                                 |                         | 3:55  |
| 5.        | 「KxAxWxAxIxI」                               | METAL CYPHER、DAIDAI                                                                           | DAIDAI                  | 2:35  |
| 6.        | 「Sunset Kiss (feat. Polyphia)」              | MK-METAL、MEGMETAL                                                                             | MEGMETAL                | 3:33  |
| 7.        | 「My Queen (feat. Spiritbox)」                | TAKEMETAL、Q-METAL、Drew Fulk、Zakk Cervini、Mike Stringer、Courtney LaPlate                   |                         | 3:20  |
| 8.        | 「Algorism」                                  | ALGO-METAL、NORiMETAL                                                                          | MEGMETAL                | 3:37  |
| 9.        | 「METALI!! (feat. Tom Morello)」              | METAL-NIKI、RYU-METAL、NORiMETAL                                                               | MEGMETAL                | 3:28  |
| 10.       | 「White Flame -白炎-」                        | SU-METAL、T-METAL、KITSUNE OF METAL GOD、Mish-Mosh                                             | tatsuoMETAL、KyotoMETAL | 4:25  |
| 合計時間: | 合計時間:                                     | 合計時間:                                                                                      | 合計時間:               | 35:30 |

### LP ・カセット
※収録曲はCD・配信と共通

#### 国際盤
通常盤/オンラインストア限定盤/Spotify会員限定盤共通/カセット
| #  | タイトル                                      | 作詞 | 作曲・編曲 |
| -- | --------------------------------------------- | ---- | ---------- |
| 1. | 「from me to u (feat. Poppy)」                |      |            |
| 2. | 「RATATATA (BABYMETAL x Electric Callboy)」   |      |            |
| 3. | 「Song 3 (BABYMETAL x Slaughter to Prevail)」 |      |            |
| 4. | 「Kon! Kon! (feat. Bloodywood)」              |      |            |
| 5. | 「KxAxWxAxIxI」                               |      |            |

| #  | タイトル                         | 作詞 | 作曲・編曲 |
| -- | -------------------------------- | ---- | ---------- |
| 1. | 「Sunset Kiss (feat. Polyphia)」 |      |            |
| 2. | 「My Queen (feat. Spiritbox)」   |      |            |
| 3. | 「Algorism」                     |      |            |
| 4. | 「METALI!! (feat. Tom Morello)」 |      |            |
| 5. | 「White Flame -白炎-」           |      |            |

## クレジット
メンバー
- SU-METAL - ボーカル、ダンス
- MOAMETAL - スクリーム、ダンス
- MOMOMETAL - スクリーム、ダンス

制作
- KOBAMETAL - プロデュース
- Ted Jensen - マスタリング・エンジニア
- KOBAMETAL、HIROKOMETAL、TAKAMETAL、OKAMETAL、RYOMETAL（BABYMETAL WORLD LLC） - マネジメント
- SHIMONMETAL、YODAMETAL（ROKUSHIKI） - アートディレクション、デザイン

## ゲストミュージシャン
レコーディング
- 「from me to u」
  - Poppy - ボーカル
  - Jordan Fish - ギター
  - Stephen Harrison - ギター
  - Julian Gargiulo - ギター
- 「RATATATA」
  - Electric Callboy - パフォーマー
- 「Song 3」
  - Slaughter to Prevail - パフォーマー
  - Matthew K. Heafy - 三味線
    - トリヴィアム（Trivium）のギタリスト
- 「Kon! Kon!」
  - Bloodywood - パフォーマー
- 「Sunset Kiss 」
  - Polyphia - ギター
- 「My Queen」
  - Spiritbox - パフォーマー
- 「メタり‼︎」
  - Tom Morello - ギター
    - レイジ・アゲインスト・ザ・マシーン（Rage Against the Machine）のギタリスト

## サポートミュージシャン
レコーディング
- 「White Flame -白炎-」
  - Leda - ギター、ベース[52]

## リリース日一覧
| 地域 | リリース日   | レーベル                               | 規格 | カタログ番号 |
| ---- | ------------ | -------------------------------------- | --- | ------------ |
| 日本 | 2025年8月8日 | ユニバーサル・ミュージック、AMUSE INC. | CD CD+写真集+ポスター                                                                                          | UICC-10058   |
| 日本 | 2025年8月8日 | ユニバーサル・ミュージック、AMUSE INC. | CD CD+写真集+ポスター                                                                                          | UICC-90016   |
| 日本 | 2025年8月8日 | ユニバーサル・ミュージック、AMUSE INC. | CD CD+写真集+ポスター                                                                                          | ONEA-0001    |
| 海外 | 2025年8月8日 | キャピトル・レコード                   | CD LP LP(レッドバイナル) LP(プラチナバイナル) カセット(スモーキーブラック) カセット(Metal Forth Force Edition) | 781-5356     |
| 海外 | 2025年8月8日 | キャピトル・レコード                   | CD LP LP(レッドバイナル) LP(プラチナバイナル) カセット(スモーキーブラック) カセット(Metal Forth Force Edition) | 781-5354     |
| 海外 | 2025年8月8日 | キャピトル・レコード                   | CD LP LP(レッドバイナル) LP(プラチナバイナル) カセット(スモーキーブラック) カセット(Metal Forth Force Edition) | 781-5355     |
| 海外 | 2025年8月8日 | キャピトル・レコード                   | CD LP LP(レッドバイナル) LP(プラチナバイナル) カセット(スモーキーブラック) カセット(Metal Forth Force Edition) | -            |
| 海外 | 2025年8月8日 | キャピトル・レコード                   | CD LP LP(レッドバイナル) LP(プラチナバイナル) カセット(スモーキーブラック) カセット(Metal Forth Force Edition) | 783-9840     |
| 海外 | 2025年8月8日 | キャピトル・レコード                   | CD LP LP(レッドバイナル) LP(プラチナバイナル) カセット(スモーキーブラック) カセット(Metal Forth Force Edition) | 783-9839     |